# Nascar Grand National Series 1956
Nascar Grand National Series 1956 var den 8:e upplagan av den främsta divisionen av professionell stockcarracing i USA sanktionerad av National Association for Stock Car Auto Racing. Säsongen bestod av 56 race och inleddes redan 13 november 1955 på Hickory Speedway i Hickory i North Carolina och avslutades på 18 november 1956 på Wilson Speedway i Wilson i North Carolina. 
Serien vanns av Buck Baker. Baker som körde för Carl Kiekhaefer körde både Chrysler och Dodge under säsongen. Chrysler som bilmärke dominerade serien med 22 segrar följt av Dodge med 11 segrar.
Tre förare förolyckades under säsongen. John McVitty dog när hans bil voltade under kvalet till loppet på Langhorne Speedway 22 april. Clint McHugh omkom under kvalet till det lopp som kördes 10 juni på Memphis-Arkansas Speedway. Cotton Priddy omkom dagen efter under självaste loppet.

## Resultat
| Nr      | Datum        | Tävling           | Bana                                                         | Pole             | Vinnare          | Konstruktör | Start | Rapport |
| ------- | ------------ | ----------------- | ------------------------------------------------------------ | ---------------- | ---------------- | ----------- | ----- | ------- |
| 1       | 13 november  | Race 1            | Hickory Motor Speedway, Hickory, North Carolina              | Tim Flock        | Tim Flock        | Chrysler    | 1     |         |
| 2       | 20 november  | Race 2            | Charlotte Speedway, Charlotte, North Carolina                | Fonty Flock      | Fonty Flock      | Chrysler    | 1     |         |
| 3       | 20 november  | Race 3            | Willow Springs Speedway, Rosamond, Kalifornien               | Jim Reed         | Chuck Stevenson  | Ford        | 2     |         |
| 4       | 11 december  | Race 4            | Palm Beach Speedway, West Palm Beach, Florida                | Fonty Flock      | Herb Thomas      | Chevrolet   | 3     |         |
| 5       | 22 januari   | Race 5            | Arizona State Fairgrounds, Phoenix, Arizona                  | Joe Weatherly    | Buck Baker       | Chrysler    | 12    |         |
| 6       | 22 februari  | Race 6            | Daytona Beach and Road Course, Daytona Beach, Florida        | Tim Flock        | Tim Flock        | Chrysler    | 1     |         |
| 7       | 26 februari  | Race 7            | Palm Beach Speedway, West Palm Beach, Florida                | Buck Baker       | Billy Myers      | Mercury     | 3     |         |
| 8       | 18 mars      | Race 8            | Wilson Speedway, Wilson, North Carolina                      | Herb Thomas      | Herb Thomas      | Chevrolet   | 1     |         |
| 9       | 25 mars      | Race 9            | Lakewood Speedway, Atlanta, Georgia                          | Tim Flock        | Buck Baker       | Chrysler    | 23    |         |
| 10      | 8 april      | Wilkes County 160 | North Wilkesboro Speedway, North Wilkesboro, North Carolina  | Junior Johnson   | Tim Flock        | Chrysler    | 3     | Rapport |
| 11      | 22 april     | Race 11           | Langhorne Speedway, Langhorne, Pennsylvania                  | Buck Baker       | Buck Baker       | Chrysler    | 1     |         |
| 12      | 29 april     | Richmond 200      | Atlantic Rural Fairgrounds, Richmond, Virginia               | Buck Baker       | Buck Baker       | Dodge       | 1     | Rapport |
| 13      | 5 maj        | Arclite 100       | Columbia Speedway, Columbia, South Carolina                  | Jimmie Lewallen  | Speedy Thompson  | Dodge       | 2     | Rapport |
| 14      | 6 maj        | Race 14           | Concord Speedway, Concord, North Carolina                    | Speedy Thompson  | Speedy Thompson  | Chrysler    | 1     |         |
| 15      | 10 maj       | Race 15           | Greenville-Pickens Speedway, Easley, South Carolina          | Rex White        | Buck Baker       | Dodge       | 2     |         |
| 16      | 12 maj       | Race 16           | Hickory Motor Speedway, Hickory, North Carolina              | Speedy Thompson  | Speedy Thompson  | Chrysler    | 1     |         |
| 17      | 13 maj       | Race 17           | Occoneechee Speedway, Hillsborough, North Carolina           | Buck Baker       | Buck Baker       | Chrysler    | 1     |         |
| 18      | 20 maj       | Virginia 500      | Martinsville Speedway, Ridgeway, Virginia                    | Buck Baker       | Buck Baker       | Dodge       | 1     | Rapport |
| 19      | 25 maj       | Race 19           | Lincoln Speedway, Abbottstown, Pennsylvania                  | Speedy Thompson  | Buck Baker       | Dodge       | 5     |         |
| 20      | 27 maj       | Race 20           | Charlotte Speedway, Charlotte, North Carolina                | Speedy Thompson  | Speedy Thompson  | Chrysler    | 1     |         |
| 21      | 27 maj       | Race 21           | Portland Speedway, Portland, Oregon                          | Lyle Matlock     | Herb Thomas      | Chrysler    | 18    |         |
| 22      | 30 maj       | Race 22           | Eureka Speedway, Eureka, Kalifornien                         | Johnny Kieper    | Herb Thomas      | Chrysler    | 6     |         |
| 23      | 30 maj       | Race 23           | Syracuse Mile, Syracuse, New York                            | Buck Baker       | Buck Baker       | Chrysler    | 1     |         |
| 24      | 3 juni       | Race 24           | Merced Fairgrounds, Merced, Kalifornien                      | Herb Thomas      | Herb Thomas      | Chrysler    | 1     |         |
| 25      | 10 juni      | Race 25           | Memphis-Arkansas Speedway, Lehi, Arkansas                    | Buck Baker       | Ralph Moody      | Ford        | 23    |         |
| 26      | 15 juni      | Race 26           | Southern States Fairgrounds, Charlotte, North Carolina       | Fireball Roberts | Speedy Thompson  | Chrysler    | 2     |         |
| 27      | 22 juni      | Race 27           | Monroe County Fairgrounds, Rochester, New York               | Joe Bill McGraw  | Speedy Thompson  | Chrysler    | 11    |         |
| 28      | 24 juni      | Race 28           | Portland Speedway, Portland, Oregon                          | Don Porter       | Johnny Kieper    | Oldsmobile  | 12    |         |
| 29      | 1 juli       | Race 29           | Asheville-Weaverville Speedway, Weaverville, North Carolina  | Fireball Roberts | Lee Petty        | Dodge       | 11    |         |
| 30      | 4 juli       | Race 30           | Raleigh Speedway, Raleigh, North Carolina                    | Lee Petty        | Fireball Roberts | Ford        | 32    |         |
| 31      | 7 juli       | Race 31           | Piedmont Interstate Fairgrounds, Spartanburg, South Carolina | Fireball Roberts | Lee Petty        | Dodge       | 8     |         |
| 32      | 8 juli       | Race 32           | California State Fairgrounds, Sacramento, Kalifornien        | Eddie Pagan      | Lloyd Dane       | Mercury     | 15    |         |
| 33      | 21 juli      | Race 33           | Soldier Field, Chicago, Illinois                             | Billy Myers      | Fireball Roberts | Ford        | 3     |         |
| 34      | 27 juli      | Race 34           | Cleveland County Fairgrounds, Shelby, North Carolina         | Ralph Moody      | Speedy Thompson  | Dodge       | 2     |         |
| 35      | 29 juli      | Race 35           | Montgomery Speedway, Montgomery, Alabama                     | Marvin Panch     | Marvin Panch     | Ford        | 1     |         |
| 36      | 3 augusti    | Race 36           | Oklahoma State Fairgrounds, Oklahoma City, Oklahoma          | Speedy Thompson  | Jim Paschal      | Mercury     | 8     |         |
| 37      | 12 augusti   | Race 37           | Road America, Elkhart Lake, Wisconsin                        | Buck Baker       | Tim Flock        | Mercury     | 6     |         |
| 38      | 17 augusti   | Race 38           | Old Bridge Stadium, Old Bridge Township, New Jersey          | Jim Reed         | Ralph Moody      | Ford        | i.u.  |         |
| 39      | 19 augusti   | Race 39           | Bay Meadows Speedway, San Mateo, Kalifornien                 | Eddie Pagan      | Eddie Pagan      | Ford        | 1     |         |
| 40      | 22 augusti   | Race 40           | Norfolk Speedway, Norfolk, Virginia                          | Ralph Moody      | Billy Myers      | Mercury     | 9     |         |
| 41      | 23 augusti   | Race 41           | Piedmont Interstate Fairgrounds, Spartanburg, South Carolina | Ralph Moody      | Ralph Moody      | Ford        | 1     |         |
| 42      | 25 augusti   | Race 42           | Coastal Speedway, Myrtle Beach, South Carolina               | Ralph Moody      | Fireball Roberts | Ford        | 3     |         |
| 43      | 26 augusti   | Race 43           | Portland Speedway, Portland, Oregon                          | Johnny Kieper    | Royce Hagerty    | Dodge       | 8     |         |
| 44      | 3 september  | Southern 500      | Darlington Raceway, Darlington, South Carolina               | Speedy Thompson  | Curtis Turner    | Ford        | 11    | Rapport |
| 45      | 9 september  | Race 45           | Chisholm Speedway, Montgomery, Alabama                       | Tim Flock        | Buck Baker       | Chrysler    | 14    |         |
| 46      | 12 september | Race 46           | Southern States Fairgrounds, Charlotte, North Carolina       | Joe Eubanks      | Ralph Moody      | Ford        | 11    |         |
| 47      | 23 september | Race 47           | Langhorne Speedway, Langhorne, Pennsylvania                  | Buck Baker       | Paul Goldsmith   | Chevrolet   | 2     |         |
| 48      | 23 september | Race 48           | Portland Speedway, Portland, Oregon                          | Royce Hagerty    | Lloyd Dane       | Ford        | 6     |         |
| 49      | 29 september | Race 49           | Columbia Speedway, Columbia, South Carolina                  | Tim Flock        | Buck Baker       | Dodge       | 6     |         |
| 50      | 30 september | Race 50           | Occoneechee Speedway, Hillsborough, North Carolina           | Speedy Thompson  | Fireball Roberts | Ford        | 6     |         |
| 51      | 7 oktober    | Race 51           | Newport Speedway, Newport, Tennessee                         | Joe Eubanks      | Fireball Roberts | Ford        | 14    |         |
| 52      | 17 oktober   | Race 52           | Charlotte Speedway, Charlotte, North Carolina                | Ralph Moody      | Buck Baker       | Chrysler    | 2     |         |
| 53      | 23 oktober   | Race 53           | Cleveland County Fairgrounds, Shelby, North Carolina         | Doug Cox         | Buck Baker       | Chrysler    | 5     |         |
| 54      | 28 oktober   | Old Dominion 400  | Martinsville Speedway, Ridgeway, Virginia                    | Buck Baker       | Jack Smith       | Dodge       | 23    | Rapport |
| 55      | 11 november  | Buddy Shuman 250  | Hickory Motor Speedway, Hickory, North Carolina              | Ralph Earnhardt  | Speedy Thompson  | Chrysler    | 9     | Rapport |
| 56      | 18 november  | Race 56           | Wilson Speedway, Wilson, North Carolina                      | Buck Baker       | Buck Baker       | Chrysler    | 1     |         |
| Källor: |              |                   |                                                              |                  |                  |             |       |         |

## Slutställning
| Plats   | Förare           | Starter | Vinster | Top 5 | Top 10 | Pole | Varv | Prispengar | Poäng | +\-   |
| ------- | ---------------- | ------- | ------- | ----- | ------ | ---- | ---- | ---------- | ----- | ----- |
| 1       | Buck Baker       | 48      | 14      | 31    | 39     | 12   | 1466 | $34 076    | 9272  |       |
| 2       | Herb Thomas      | 48      | 5       | 22    | 36     | 3    | 351  | $19 351    | 8568  | –704  |
| 3       | Speedy Thompson  | 42      | 8       | 24    | 29     | 7    | 2037 | $27 169    | 8328  | –944  |
| 4       | Lee Petty        | 47      | 2       | 17    | 28     | 1    | 250  | $15 337    | 8324  | –948  |
| 5       | Jim Paschal      | 42      | 1       | 17    | 27     | 1    | 211  | $17 203    | 7878  | –1394 |
| 6       | Billy Myers      | 42      | 2       | 13    | 22     | 1    | 253  | $15 829    | 6920  | –2352 |
| 7       | Fireball Roberts | 33      | 5       | 17    | 22     | 3    | 585  | $14 741    | 5794  | –3478 |
| 8       | Ralph Moody      | 35      | 4       | 13    | 21     | 5    | 412  | $15 492    | 5548  | –3724 |
| 9       | Tim Flock        | 22      | 4       | 11    | 14     | 5    | 448  | $15 768    | 5062  | –4210 |
| 10      | Marvin Panch     | 20      | 1       | 10    | 13     | 1    | 230  | $11 519    | 4680  | –4592 |
| 11      | Rex White        | 24      | 0       | 3     | 14     | 1    | 0    | $5 333     | 4642  | –4630 |
| 12      | Johnny Allen     | 32      | 0       | 2     | 11     | 0    | 0    | $4 558     | 3924  | –5348 |
| 13      | Paul Goldsmith   | 9       | 1       | 4     | 6      | 0    | 182  | $8 568     | 3788  | –5484 |
| 14      | Gwyn Staley      | 22      | 0       | 5     | 13     | 0    | 0    | $5 158     | 3550  | –5722 |
| 15      | Joe Eubanks      | 26      | 0       | 7     | 13     | 2    | 107  | $5 583     | 3292  | –5980 |
| Källor: |                  |         |         |       |        |      |      |            |       |       |

- Notering: Endast de femton främsta förarna redovisas.